# Marisa Fully Coelho
Marisa Fully Coelho (Manhumirim, 12 de abril de 1962 — Manhuaçu, 23 de novembro de 1998) foi uma modelo e atriz brasileira, eleita Miss Brasil em 11 de junho de 1983 no Centro de Convenções do Anhembi, em São Paulo, representando o estado de Minas Gerais. Para conquistar o título, ela derrotou outras 26 candidatas de todo o país.
Representante oficial do Brasil no concurso Miss Universo, realizado no dia 11 de julho desse mesmo ano em St. Louis, Estados Unidos, ela não conseguiu se classificar entre as 12 semifinalistas do concurso, vencido pela neozelandesa Lorraine Downes.

## Miss
Como Miss Minas Gerais, Marisa representou a cidade de Manhumirim, repetindo o feito de Monica Tanus Paixão, eleita em 1980.
Não era a primeira vez que Marisa Coelho tentava ir para o Miss Brasil: em 1979, perdeu o título de Miss Minas Gerais e, consequentemente, o direito de suceder outra mineira (Suzana Araújo dos Santos) na disputa do título nacional. O grande salto só ocorreria em maio de 1983, quando a candidata de Manhumirim arrebatou a coroa estadual num ginásio lotado da Associação Atlética Banco do Brasil, em Belo Horizonte.
No concurso municipal de 1979, Marisa Coelho sucedera a sua irmã Patrícia.

### Miss Brasil 1983
No dia 11 de junho, Marisa Coelho disputou a 30ª edição do concurso de Miss Brasil, a terceira promovida pelo SBT. Nas provas de traje de gala, plástica e simpatia, a mineira perdeu para as candidatas de Mato Grosso do Sul, Denize Dermidjan, e do Rio Grande do Sul, Rejane Heiden, segunda e terceira colocadas no resultado final.
Na contagem de pontos, Marisa derrotou a candidata sul-mato-grossense por um ponto de diferença (96 a 95). Entre os jurados que elegeram a quarta Miss Brasil de Minas estavam personalidades como a apresentadora infantil Xuxa e a vencedora do certame de 1981, Adriana Alves de Oliveira.

### Concursos internacionais
Antes de participar do Miss Universo 1983, Marisa representou o Brasil na primeira edição do concurso Miss Sudamérica (extinto), em Lima, Peru. Ficou em segundo lugar.

### Vida após o reinado
No dia 2 de junho de 1984, Marisa passou o título para a paulista Ana Elisa Flores. Após o reinado, participou de júris de concursos de beleza em seu Estado e concedeu algumas entrevistas para emissoras locais. Dias antes de sua morte, Marisa planejava retornar às telenovelas e fazia cursos de interpretação.

## Carreira artística
Após o concurso, participou de vários programas do SBT e chegou a atuar na novela Vida Roubada, exibida pela rede paulista nesse mesmo ano. Também foi jurada de algumas etapas estaduais do Miss Brasil 1984.

## Morte
No dia 23 de novembro de 1998, Marisa saíra da casa de uma de suas irmãs na cidade de Manhumirim com as filhas e retornava para a sua cidade de Manhuaçu quando o carro que dirigia (uma Chevrolet S10) colidiu com um Chevrolet Kadett no trecho mineiro da rodovia BR-262. A Miss Brasil 1983 chegou a ser socorrida e removida para um hospital de Belo Horizonte, mas já chegou sem vida, como noticiou o jornal Estado de Minas.
A morte interrompeu os planos de Marisa Fully Coelho em voltar a ser atriz. Ela deixou duas filhas, uma, Paula, do casamento com Pedro, sobrinho do escritor Fernando Sabino, e outra, Laura, com o compositor Carlos Colla. Foi enterrada em sua cidade natal.